# Maggie Steffens
Margaret Ann Steffens, detta Maggie (San Ramon, 4 giugno 1993), è una pallanuotista statunitense.

## Palmarès
- Giochi olimpici

Londra 2012: 
Rio de Janeiro 2016: 
Tokyo 2020: 
- Mondiali

Kazan 2015: 
Budapest 2017: 
Gwangju 2019: 
Budapest 2022: 
Doha 2024: 
- Coppa del mondo

Christchurch 2010: 
Chanty-Mansijsk 2014: 
Surgut 2018: 
Long Beach 2023: 
- World League

La Jolla 2010: 
Tianjin 2011: 
Changshu 2012: 
Pechino 2013: 
Shanghai 2015: 
Shanghai 2016: 
Shanghai 2017: 
Kunshan 2018: 
Budapest 2019: 
Atene 2021: 
- Giochi panamericani

Guadalajara 2011: 
Toronto 2015: 
Lima 2019: 
Santiago del Cile 2023: 

## Riconoscimenti
- Pallanuotista dell'anno FINA: 2012, 2014, 2021